# Kasenetz-Katz Singing Orchestral Circus
Kasenetz-Katz Singing Orchestral Circus was een Amerikaanse band. Het Kasenetz-Katz Singing Orchestral Circus was een project van de muziekproducenten Jerry Kasenetz en Jeff Katz, dat in 1968 vooreerst werd samengesteld voor een eenmalig concert. Naar aanleiding van het grote succes werden aansluitend ook platen onder deze naam geproduceerd.

## Geschiedenis
Jerry Kasenetz en Jeff Katz telden als uitvinders van de bubblegum, een vrolijke ondersoort van de popmuziek, die zich kenmerkte door eenvoudige ritmen, alledaagse teksten en eenvoudige, maar aannemelijke melodieën. Beiden waren als producenten verantwoordelijk voor hits en miljoenensellers als Simon Says van 1910 Fruitgum Company en Yummy Yummy van The Ohio Express. Deze bands waren in eerste instantie studiobands met studiozangers. Indien de song succesvol was, moest spoedig een band voor tournees worden samengesteld.
In 1968 werden door Kasenetz en Katz alle bands, waarmee ze hun bubblegum-sound produceerden, gecontracteerd voor een groot concert, dat plaatsvond in de Carnegie Hall in New York met 64 leden van alle bands onder de naam Kasenetz-Katz Singing Orchestral Circus. Naast muzikanten van 1910 Fruitgum Company en Ohio Express waren nog The Music Explosion, Lieutenant's Garcia's Magic Music Box, JCW Rat Finks, 1969 Musical Marching Zoo, St. Louis Invisible Band en de Teri Nelson Group betrokken.
De single Quick Joey Small bereikte uiteindelijk de 25e plaats van de Amerikaanse hitlijst, in het Verenigd Koninkrijk zelfs een 19e plaats.